# لاتیگنانو
لاتیگنانو (به ایتالیایی: Latignano) یک منطقهٔ مسکونی در ایتالیا است که در کاسکینا واقع شده‌است. لاتیگنانو ۷۷۵ نفر جمعیت دارد و ۷ متر بالاتر از سطح دریا واقع شده‌است.